# 营门口街道
营门口街道，是中华人民共和国四川省成都市金牛区下辖的一个乡镇级行政单位。

## 行政区划
营门口街道下辖以下地区：
营门口路社区、银沙路社区、银桂桥社区、长庆路社区、花照社区和茶店社区。